# Montsec de Garreta
El Montsec de Garreta és una muntanya de 1.221 metres que es troba al municipi d'Àger, a la comarca catalana de la Noguera.